# Covivio
Covivio (ex-Batibail et Foncière des Régions) est une entreprise française de gestion foncière créée en 1998.

## Historique

### 1998-2002: Batibail
Batibail est créée en 1998 à Metz sous l'impulsion de Charles Ruggieri avec le patrimoine immobilier et les logements ouvriers ou sociaux d'Usinor (qui se recentre sur la sidérurgie),.

### 2002 - 2018: Foncière des Régions
En 2002, l'entreprise messine est rebaptisée en Foncière des Régions.
En 2004, elle prend le contrôle de la foncière Bail Investissement, qui selon Le Monde détient 1,5 milliard d'euros en actif immobilier.
En 2007, elle fait l'acquisition de Beni Stabili, un important acteur de l'immobilier en Italie, ainsi que la Tour CB21 (ex-Tour Gan) alors détenue et occupée par Groupama,.
L'année suivante, avec la crise financière mondiale de 2008, le marché des bureaux s'effondre, le quartier d'affaires de La Défense près de la ville de Paris est particulièrement touché. La Foncière a annoncé attendre de trouver un locataire fiable avant de se lancer dans la rénovation de la Tour Gan,.
En 2010, la Foncière des Régions conclut des partenariats immobiliers (avec France Télécom et EDF), acquiert le siège d'Eiffage Construction et commercialise des bureaux à Paris pour l'immeuble Carré Suffren, ou à Milan.
En 2014, elle cède pour 473 millions d'euros d'actifs logistiques à la société d'investissements américaine Blackstone.
En 2016, elle se place parmi les premières foncières européennes avec un patrimoine estimé à 19 milliards d'euros et un bénéfice net de 783 millions d'euros.

### Depuis 2018: Covivio
En 2018, Foncière des Régions devient Covivio dans une perspective d'internationalisation,,. Cette même année, l'entreprise lance une offre de coworking nommée Wellio,.
En 2019, elle investit un milliard d'euros dans des hôtels britanniques avec InterContinental. À la mi-année, son chiffre d'affaires est annoncé à 339 millions d'euros pour un patrimoine immobilier de 23,2 milliards d'euros,.
À partir de la crise sanitaire entre 2020 et 2021, la foncière poursuit sa diversification de son activité avec le coworking pour la Tour Silex 2 et transforme les bureaux obsolètes en logements. Elle « boucle une année record dans la location de bureaux » selon Les Échos,,.
En 2022, Covivio livre les projets immobiliers de So Pop (Saint-Ouen) et Stream Building (Clichy-Batignolles),.
En 2024, Covivio annonce 508,8 millions d'euros de chiffre d'affaires pour les neuf premiers mois de l'année.

## Modèle économique

### Activités

#### Bureaux et coworking
Les bureaux constituent 50 % de son patrimoine total à mi-2024. Covivio propose également une offre de coworking, Wellio,.
En Italie, la foncière concentre ses investissements sur le marché milanais, notamment en vue des Jeux olympiques d'hiver de 2026,.
Pour financer la transition énergétique de ses locaux, elle s'appuie sur des investisseurs via le mécanisme des émissions obligataires et transforme ses bureaux obsolètes en logements,,.

#### Résidentiel
Dès ses débuts, la foncière possède des logements sociaux et ouvriers en Lorraine,. Par le biais d'une autre filiale, elle détient et gère 4 000 logements repris, en 2002, au Commissariat à l'énergie atomique.
Désormais, la foncière concentre son activité résidentielle - via Covivio Immobilien - dans les principales villes en Allemagne (Berlin, Dresde, Hambourg, Düsseldorf). Dans le bassin de Düsseldorf, elle a acheté en 2006 près de 40 000 logements auprès de ThyssenKrupp,,.

#### Hôtellerie
Les hôtels représentent 20 % de son patrimoine en 2024.
La foncière noue des partenariats avec des groupes hôteliers en Europe (dont elle rachète les murs ou les fonds de commerce) et accompagne les opérateurs. Elle détient 6,7 milliards d’euros de patrimoine hôtelier et collabore notamment Accor, B&B, IHG, Marriott, Radisson, NH Hotel Group, Meininger,. Elle lance, en fin d'année 2024, la plateforme de gestion hôtelière WiZiU.

### Actionnariat
Liste des principaux actionnaires au 7 mars 2023.
| Groupe Delfin               | 27,2 % |
| Assurances du Crédit mutuel | 8,3 %  |
| Crédit Agricole Assurances  | 8,1 %  |
| Groupe Covéa Finance        | 7,2 %  |
| Public                      | 49,2 % |

## Organisation

### Direction
Depuis 2001, l'entreprise est dirigée par Christophe Kullmann,.

### Effectifs
La foncière européenne compte plus d'un millier de collaborateurs à la fin de l'année 2024.

### Statut
Selon Le Monde, Covivio a adopté depuis 2003 le statut de société d'investissements immobiliers cotée (SIIC).

### Implantations
Covivio est un groupe européen principalement implanté en France, Allemagne, Italie et possédant des actifs en Europe,,,.